# Abadia de Battle
A Abadia de Battle é uma antiga abadia que atualmente se encontra parcialmente em ruínas. Localiza-se na aldeia de Battle, na região de Sussex Oriental, Inglaterra.

## História
A história desta abadia começa em 1070 quando o papa Alexandre II (r. 1061–1073) ordenou que os normandos fossem punidos por terem matado tantas pessoas durante sua conquista da Inglaterra. Devido a esse facto o rei Guilherme, o Conquistador (r. 1035–1087) ordenou que se construísse uma abadia no sítio onde ocorreu a Batalha de Hastings (1066), com o altar-mor da igreja a ser colocado no exato lugar onde o rei Haroldo II (r. 1066) caiu morto.
Guilherme I de Inglaterra começou a construção, dando-lhe o nome de Abadia de Battle, tendo no entanto morrido antes de ver a sua obra terminada. A conclusão da abadia ocorreu por volta de 1094, tendo sido consagrada no reinado Guilherme II (r. 1087–1100). Foi remodelada mais tarde, no século XIII, mas completamente destruída durante a Dissolução dos Mosteiros, sob Henrique VIII (r. 1509–1547).
Depois desta dissolução, uma parte da abadia tornou-se numa casa particular, e o restante edifício religioso serviu para construir outras edificações. Sir Thomas Webster, que era barão (1677–1751; foi-lhe atribuído o título em 1703, sendo este título extinto em 1923) casou com Jane Cheek neta de um famoso mercador da altura, Henry Whistler, a quem por herança sucedeu em 1719. 
Henry Whistler comprou então a abadia em 1719 e tendo sucedido a seu filho, Sir Whistler Webster, 2º Barão (morreu em 1779 deixando a mulher viúva mas sem filhos; tendo sucedido o seu irmão). Battle Abbey manteve-se na família Webster até 1858, quando foi vendida a Lord Harry Vane, mais tarde Duque de Cleveland. 
Em seguimento da morte da Duquesa de Cleveland em 1901, foi comprada de novo por Sir Augustus Webster, 7º Barão. 
Esta abadia foi ainda uma escola só para raparigas quando as tropas canadianas estavam estacionadas na região durante a Segunda Guerra Mundial, funçãp que manteve por largos anos.
Os descendentes de Sir Augustus Webster, o 8º e último Barão morreu em 1923, venderam a abadia ao governo britânico em 1976, sendo hoje um centro de estudos da heráldica inglesa.
O que resta da antiga igreja, são apenas alguma marcas nas pedras exteriores, além de algumas paredes que ainda permaneceram em pé. Neste edifício ainda funciona uma escola independente denominada: Battle Abbey School. 
Os visitantes que querem ver a abadia não estão autorizados a visitar o interior de livre visita e só o podem fazer nas férias escolares de Verão, o acesso a Abbots Hall é frequentemente autorizado durante todo o ano.
O altar é indicado por uma placa no chão, perto deste existe um monumento  que Harold ergueu ao povo da Normandia em 1903. As ruínas da abadia, que estão adjacentes ao campo de batalha, são um popular ponto de turismo, onde são feitos encenações do que aconteceu nesta data. 